# Anoplodactylus spinosus
Anoplodactylus spinosus är en havsspindelart som först beskrevs av Losina-Losinsky, L.K. 1961.  Anoplodactylus spinosus ingår i släktet Anoplodactylus och familjen Phoxichilidiidae. Inga underarter finns listade i Catalogue of Life.